# Dänischer Fußballpokal 1974/75
Der Dänische Fußballpokal 1974/75 war die 21. Austragung des dänischen Pokalwettbewerbs der Männer. Er wurde vom dänischen Fußballverband ausgetragen. Das Finale fand traditionell am Himmelfahrtstag (8. Mai 1975) im Københavns Idrætspark von Kopenhagen statt. Pokalsieger wurde Vejle BK, der sich im Finale gegen Holbæk B&I durchsetzte.
Alle Begegnungen wurden in einem Spiel ausgetragen. Bei unentschiedenem Ausgang wurde zur Ermittlung des Siegers eine Verlängerung gespielt. Stand danach kein Sieger fest, folgte ein Elfmeterschießen. Ab dem Halbfinale wurde bei einem Remis das Spiel wiederholt.

## 1. Runde
Es nahmen 56 Mannschaften von der dritten Klasse abwärts teil.
|                   | Ergebnis              |                          |
| ----------------- | --------------------- | ------------------------ |
| IF AIA-Tranbjerg  | 6:2                   | Skive IK                 |
| B 1950 Bolderslev | 2:3                   | Frederikssund IK         |
| Eskilstrup BK     | 0:0 n. V. (7:6 i. E.) | Toksværd Olstrup Fodbold |
| Frederikshavn fI  | 2:0                   | Middelfart G&BK          |
| BK Fremad Valby   | 2:1                   | BK Skjold Østerbro       |
| BK Hero           | 0:2                   | Ballerup IF              |
| Hjørring IF       | 2:3                   | Ikast FS                 |
| Jerne IF          | 2:4                   | Støvring IF              |
| Kastrup BK        | 2:0                   | Glostrup IC              |
| Kerteminde BK     | 2:4                   | Jydsk Akademisk IF       |
| Løgstrup G&IF     | 1:4                   | Bramming BK              |
| Maribo BK         | 2:1                   | Gislinge BK              |
| BK Marienlyst     | 3:0                   | Harken UGF               |
| Nakskov BK        | 1:2 n. V.             | Lyngby BK                |
| Odense KFUM       | 3:2                   | Flemløse BK              |
| Rødby fB          | 1:3                   | Hellerup IK              |
| Rønne IK          | 0:4                   | Brønshøj BK              |
| Roskilde BK       | 1:0                   | IF Skjold Birkerød       |
| IK Skovbakken     | 0:2                   | B 1913 Odense            |
| Skovshoved IF     | 0:1                   | Brøndby IF               |
| Svebølle B&I      | 4:1 n. V.             | Tårnby BK                |
| Thisted FC        | 0:1                   | Glejbjerg SF             |
| Taars-Ugilt IF    | 3:2 n. V.             | Dalum IF                 |
| Valby BK          | 1:4                   | Helsingør IF             |
| Vester Hæsinge BK | 0:9                   | Nørresundby BK           |
| Vinderup IK       | 3:4                   | Skamby BK                |
| Vojens BK         | 6:2                   | Sunds IF                 |
| Vordingborg IF    | 1:1 n. V. (2:4 i. E.) | Svendborg fB             |

## 2. Runde
Teilnehmer waren die 28 Sieger der ersten Runde und die zwölf Vereine aus der 2. Division 1974.
|                      | Ergebnis              |                  |
| -------------------- | --------------------- | ---------------- |
| IF AIA-Tranbjerg     | 2:3                   | Bramming BK      |
| B 1913 Odense        | 1:6                   | Frederikshavn fI |
| B.93 Kopenhagen      | 4:0                   | Frederikssund IK |
| Esbjerg fB           | 7:0                   | Glejbjerg SF     |
| Eskilstrup BK        | 4:2 n. V.             | Hellerup IK      |
| Fremad Amager        | 2:2 n. V. (5:4 i. E.) | AB Gladsaxe      |
| BK Fremad Valby      | 1:3                   | Svendborg fB     |
| IF Hasle Fuglebakken | 5:2                   | Aabenraa BK      |
| Helsingør IF         | 3:2 n. V.             | Roskilde BK      |
| Horsens fS           | 1:2                   | B 1909 Odense    |
| Jydsk Akademisk IF   | 3:0                   | Støvring IF      |
| Kastrup BK           | 3:0                   | Svebølle B&I     |
| Lyngby BK            | 2:0                   | Brøndby IF       |
| Maribo BK            | 0:1                   | Brønshøj BK      |
| Odense BK            | 2:1                   | Vanløse IF       |
| Odense KFUM          | 1:3                   | Ballerup IF      |
| Silkeborg IF         | 1:2                   | Aarhus GF        |
| Skamby BK            | 1:0                   | Nørresundby BK   |
| Taars-Ugilt IF       | 1:3                   | Ikast FS         |
| Vojens BK            | 2:1                   | BK Marienlyst    |

## 3. Runde
Teilnehmer: Die 20 Sieger der zweiten Runde und die zwölf Vereine aus der 1. Division 1974.
|                      | Ergebnis  |                      |
| -------------------- | --------- | -------------------- |
| Aarhus GF            | 0:3       | Helsingør IF         |
| B 1901 Nykøbing      | 2:3       | Ikast FS             |
| B 1909 Odense        | 5:2       | Brønshøj BK          |
| Ballerup IF          | 2:0       | IF Hasle Fuglebakken |
| Bramming BK          | 2:5 n. V. | Aalborg BK           |
| Esbjerg fB           | 1:2       | Skamby BK            |
| Frederikshavn fI     | 3:1       | Hvidovre IF          |
| BK Frem Kopenhagen   | 5:3       | Slagelse B&I         |
| Fremad Amager        | 2:1       | Odense BK            |
| Holbæk B&I           | 2:1       | Køge BK              |
| Jydsk Akademisk IF   | 2:1       | Vojens BK            |
| Kjøbenhavns Boldklub | 4:3       | Kastrup BK           |
| Næstved IF           | 3:4 n. V. | B 1903 Kopenhagen    |
| Randers SK Freja     | 2:0       | Eskilstrup BK        |
| Svendborg fB         | 3:1 n. V. | B.93 Kopenhagen      |
| Vejle BK             | 6:0       | Lyngby BK            |

## 4. Runde
Teilnehmer: Die 16 Sieger der dritten Runde.
|                      | Ergebnis              |                   |
| -------------------- | --------------------- | ----------------- |
| BK Frem Kopenhagen   | 2:1                   | Ikast FS          |
| Fremad Amager        | 1:1 n. V. (3:4 i. E.) | Randers SK Freja  |
| Holbæk B&I           | 5:1                   | Helsingør IF      |
| Jydsk Akademisk IF   | 1:4                   | B 1909 Odense     |
| Kjøbenhavns Boldklub | 0:1 n. V.             | Frederikshavn fI  |
| Skamby BK            | 1:4                   | Ballerup IF       |
| Vejle BK             | 6:2                   | Svendborg fB      |
| Aalborg BK           | 4:1                   | B 1903 Kopenhagen |

## Viertelfinale
|                  | Ergebnis |                    |
| ---------------- | -------- | ------------------ |
| Ballerup IF      | 1:3      | Holbæk B&I         |
| B 1909 Odense    | 2:3      | BK Frem Kopenhagen |
| Frederikshavn fI | 1:3      | Vejle BK           |
| Randers SK Freja | 0:2      | Aalborg BK         |

## Halbfinale
|            | Ergebnis |                    |
| ---------- | -------- | ------------------ |
| Holbæk B&I | 1:0      | BK Frem Kopenhagen |
| Aalborg BK | 1:3      | Vejle BK           |

## Finale
| Paarung        | Vejle BK – Holbæk B&I |
| Ergebnis       | 1:0 (1:0) |
| Datum          | 8. Mai 1975 |
| Stadion        | Københavns Idrætspark, Kopenhagen |
| Zuschauer      | 26.300 |
| Schiedsrichter | Preben Christoffersen |
| Tore           | 1:0 Gert Eg (4.) |
| Vejle BK       | Niels Wodskou – Jens Jørn Jensen, Finn Hansen, Flemming Serritslev (68. Gert Jensen), Jan Knudsen – Knud Herbert Sørensen II, Carsten Andersen, Gert Eg – Ulrich Tychosen, Poul Erik Østergaard, Knud Nørregaard. Cheftrainer: Ernst Netuka |
| Holbæk B&I     | Benno Larsen – Jan Jarlfeldt, Allan Hansen, Torben Nielsen, Niels Tune-Hansen – Jens Johansen, Jørgen Jørgensen, Palle Krath – Torben Hansen, Jóhannes Eðvaldsson, Bjarne Johansen. Cheftrainer: Bosse Håkansson                            |